# Гркокатоличка црква у Врбасу
Гркокатоличка црква у Старом Врбасу је посвећена празнику Покрова Пресвете Богородице. Њена изградња је започета 1939. године на месту где је већ била црква из 1860. године, из које су преузете двери и иконе. Изградња цркве је завршена после 1945. године.

## Историјат парохије
Русини су се у Врбас досељавали из Крстура и из Куцуре, нарочито после револуције 1848/49. године. У Врбасу је 1850. године живело 70 русинских породица. Као припадници гркокатоличке цркве, основали су парохију 1860. године, уз одобрење крижевачког владике Ђуре Смичикласа. Првобитно је ова парохија била испостава парохије у Куцури и о њој су бринули куцурски свештеници. Први самостални парох гркокатоличке парохије у Врбасу био је свештеник Владислав Лабош 1885. године. Након две године службовања, он је напустио ову парохију и, за кратко време, преузео ју је свештеник Мирослав Голеш.

## Прва црква у Врбасу
Први русински храм у Врбасу подигнут је 1892. године. Освештао га је крижевачки епископ Јулијан Драгобецки. У периоду између 1887. и 1891. године, парохијски свештеник је био Андри Сегеди. Он је био велики ентузијаста и залагао се за побољшање материјалног стања парохије као и за подизање нивоа културног и просветног живота Русина у Врбасу. Као музички талентован, Сегеди је неговао црквено појање и духовну музику.

## Данашња црква
Од 1933. године парохијом је руководио свештеник Ђура Биндас. У току његовог службовања, 1939. године, започето је зидање нове цркве, посвећене Покрову пресвете Богородице. Пројекат за храм израдио је украјински архитекта Володимир Сичинскиј. Изглед цркве је синтеза архитектонских елемената украјинског стила и елемената традиционалног војвођанског барока. Пошто је оригинални пројекат био изгубљен, црква је грађена према његовој скраћеној верзији. 
Орнаменте у црквеном ентеријеру насликао је Ружичка, сликар аматер из Куле, а иконостас је, осим царских двери које су донете из старе цркве у Куцури, осликао Петро Ризнич Ђађа.
Реконструкција крова је извршена након Другог светског рата а нова фасада је урарађена 1974. године у врема пароха Владимира Тимка. Његовим залагањем је изграђена и зборница у црквеној порти.
Године 1990. је цркву захватио пожар који је изазвао велику материјалну штету. Уништени су црквени предмети и свештеничка одежда.